# Yasuhisa Toyota
Yasuhisa Toyota (豊田 泰久, Toyota Yasuhisa) est un acousticien japonais mondialement reconnu, ayant réalisé la conception acoustique de nombreuses salles de concerts classique et auditoriums, à l'instar du Walt Disney concert hall et de la Philharmonie de l'Elbe, résidences des orchestres les plus prestigieux.

## Biographie
Né en 1952 à Fukuyama au Japon, Yasuhisa Toyota étudie le design acoustique à la Kyushu University Institute of Design. À sa sortie d'études, en 1977, il intègre la société japonaise d'ingénierie acoustique Nagata Acoustics, fondée en 1971 par Minoru Nagata. En 1986, Yasuhisa Toyota signe l'acoustique du Suntory Hall à Tokyo. S'ensuivront la conception du Kyoto concert hall et de la salle de concert de Sapporo.
En 2001, Yasuhisa Toyota fonde à Los Angeles la filiale américaine de l'entreprise, Nagata Acoustics International. Son expertise en conception d'espaces pour orchestres, musique de chambre et musique non amplifiée, l'amène à collaborer à de nombreuses reprises avec des architectes de renommée internationale pour régler l'acoustique de nouvelles salles de concerts.
Avec l'architecte Franck Gehry, il conçoit l'acoustique du Walt Disney concert hall à Los Angeles dès 2003 ; puis collabore de nouveau avec lui pour la réalisation du Fisher Center for the Performing Arts dans l’État de New York, du New World Center Concert Hall de Miami, de l'auditorium de la fondation Louis-Vuitton à Paris et de la salle Pierre-Boulez de Berlin. En collaboration avec l'architecte français Jean Nouvel, il signe la conception de la salle symphonique de Copenhague. Il s'associe également avec les architectes Moshe Safdie pour la réalisation du Kauffman Center for the Performing Arts à Kansas City ; Shigeru Ban pour La Seine musicale à Boulogne-Billancourt ; Herzog & de Meuron pour la conception acoustique de la nouvelle salle de concert symphonique de Hambourg la Philharmonie de l'Elbe.

## Réalisations acoustiques
- Suntory Hall, Tokyo, 1986 ;
- Kyoto concert hall, Kyoto, 1994 ;
- Sapporo Concert Hall, Sapporo, 1997 ;
- Walt Disney Concert Hall, Los Angeles, 2003 ;
- Fisher Center for the Performing Arts, New York, 2003 ;
- Salle symphonique de Copenhague, Copenhague, 2009 ;
- New World Center, Miami, 2011 ;
- Maison de la musique d'Helsinki, Helsinki, 2011 ;
- Kauffman Center for the Performing Arts, Kansas City, 2011 ;
- Auditorium de Radio France, Paris, 2014[5] ;
- Fondation Louis Vuitton, Paris, 2014 ;
- Salle Pierre-Boulez, Berlin, 2017 ;
- La Seine musicale, Boulogne-Billancourt, 2017 ;
- Zaryadye Concert Hall, Moscou, 2018[6].